# Ultzama
Ultzama (en basc i oficialment) és un municipi de Navarra, a la comarca d'Ultzamaldea, dins la merindad de Pamplona. Està format pels pobles d'Alkotz, Arraitz-Orkin, Auza, Cenoz, Eltso, Eltzaburu, Gorronz-Olano, Guerendiain, Ilarregi, Iraizotz, Juarbe, Larraintzar Lizaso i Urritzola-Galain. És conegut pels seus productes làctics (formatge i quallada) i pel camp de golf al qual dona nom, Club de Golf Ulzama.

## Topònim
Koldo Mitxelena era de l'opinió que el topònim Ultzama derivava del terme celta Uxama, que significa el més elevat, entenent que s'ajustava perfectament a la descripció de Ulzama que és juntament amb Basaburua la vall més alta dels quals componen el vessant mediterrani navarresa en la divisòria amb el vessant cantàbric. Segons Mitxelena Ultzama no seria més que un terme cèltic transformat en Ultzama per la fonètica basca, mentre que en altres latituds aquest mateix terme va acabar convertit en Osma.
A l'Edat Mitjana la vall d'Ultzama apareix en els escrits esmentat sota diferents noms, com Iozama, Utzama, Hutzama, Ucama o Uzama, que semblen formes intermèdies entre les actuals Ulzama/Ultzama i la hipotètica Uxama originària. En un text de 1366 apareix, no obstant això, esmentat com Urçama, el que va fer que José María Satrústegui aventurés un nom relacionat amb la paraula basca ur (aigua).

## Demografia
| Evolució demogràfica                               | Evolució demogràfica | Evolució demogràfica | Evolució demogràfica | Evolució demogràfica | Evolució demogràfica | Evolució demogràfica | Evolució demogràfica | Evolució demogràfica | Evolució demogràfica | Evolució demogràfica |
| 1996                                               | 1998                 | 1999                 | 2000                 | 2001                 | 2002                 | 2003                 | 2004                 | 2005                 | 2006                 | 2007                 |
| -------------------------------------------------- | -------------------- | -------------------- | -------------------- | -------------------- | -------------------- | -------------------- | -------------------- | -------------------- | -------------------- | -------------------- |
| 1 646                                              | 1 641                | 1 630                | 1 614                | 1 606                | 1 606                | 1 624                | 1 608                | 1 613                | 1 624                | 1 607                |
| Fonts: Ultzama i Institut d'Estadística de Navarra |                      |                      |                      |                      |                      |                      |                      |                      |                      |                      |

## Personatges il·lustres
- Alejandro San Martín (1847-1908): Metge i polític liberal. Va ser Ministre d'Instrucció Pública i Belles Arts durant un breu període en 1906
- Manuel Irurita Almandoz (1876-1936): bisbe de Barcelona.
- Julián Lajos (1940): ex pilotari.
- José Ángel Ziganda (1966): exfutbolista i actual entrenador del Club Atlético Osasuna.
- Jesús Legarrea (1987): Golfista professional
- Aritz Begino: pilotari professional
- Carlota Ciganda: Golfista.